# Гарево
Гарево (коми Гарев) — деревня в Усть-Цилемском районе Республики Коми России. Входит в состав сельского поселения Коровий Ручей.

## История
В «Списке населенных мест Российской империи», изданном в 1861 году, населённый пункт упомянут как деревня Гаревая (Полушина) Мезенского уезда (2-го стана), при реке Печоре, расположенный в 701 версте от уездного города Мезень. В деревне насчитывалось 23 двора и проживало 187 человек (92 мужчины и 95 женщин).
По состоянию на 1920 год, имелся 91 двор (90 русских и 1 зырянский) и проживало 346 человек (136 мужчин и 210 женщин). В административном отношении являлась центром Гаревского общества Устьцилемской волости Печорского уезда.

## География
Деревня находится в северо-западной части Республики Коми, на правом берегу реки Печоры, вблизи места впадения в неё ручья Гаревский, на расстоянии примерно 7 километров (по прямой) к востоку от села Усть-Цильма, административного центра района. Абсолютная высота — 36 метров над уровнем моря.
Часовой пояс
Гарево, как и вся Республика Коми, находится в часовой зоне МСК (московское время). Смещение применяемого времени относительно UTC составляет +3:00.

## Население
| 2010 |
| ---- |
| 64   |

Гендерный состав
По данным Всероссийской переписи населения 2010 года в гендерной структуре населения мужчины составляли 46,9 %, женщины — соответственно 53,1 %.
Национальный состав
Согласно результатам переписи 2002 года, в национальной структуре населения русские составляли 97 % из 118 чел.

## Инфраструктура
Функционируют фельдшерско-акушерский пункт и сельский клуб.

## Улицы
Уличная сеть деревни состоит из двух улиц.